# Much Loved
Much Loved (título original: Zin Li Fik) es una película dramática de 2015 coproducida entre Marruecos y Francia, dirigida por Nabil Ayouch y protagonizada por Loubna Abidar, Asmaa Lazrak, Halima Karaouane, Sara Elmhamdi Elalaoui, Abdellah Didane y Danny Boushebel. La película retrata el problema de la prostitución en la ciudad de Marrakech. Fue exhibida en el Festival Internacional de Cine de Cannes de 2015 y en el Festival Internacional de Cine de Toronto el mismo año. Fue censurada en Marruecos por su "desprecio por los valores morales de las mujeres de Marruecos".
Es una de las primeras películas que aborda el tema de la prostitución en Marruecos. Contando las vidas de cuatro trabajadoras sexuales, se pone de relieve la explotación de las prostitutas por parte de los proxenetas y la corrupción de la policía, que a veces incluso se beneficia del comercio. La película provocó un debate nacional antes de ser estrenada después de que se filtraran algunos cortes de la misma en las redes en los que se veía a la actriz principal, Loubna Abidar, haciendo una felación y un anilingus no simulados. Por ello, Abidar recibió amenazas de muerte. Más tarde, Abidar acusó al director de la película, Nabil Ayouch, de haber filtrado esos cortes. 

## Reparto

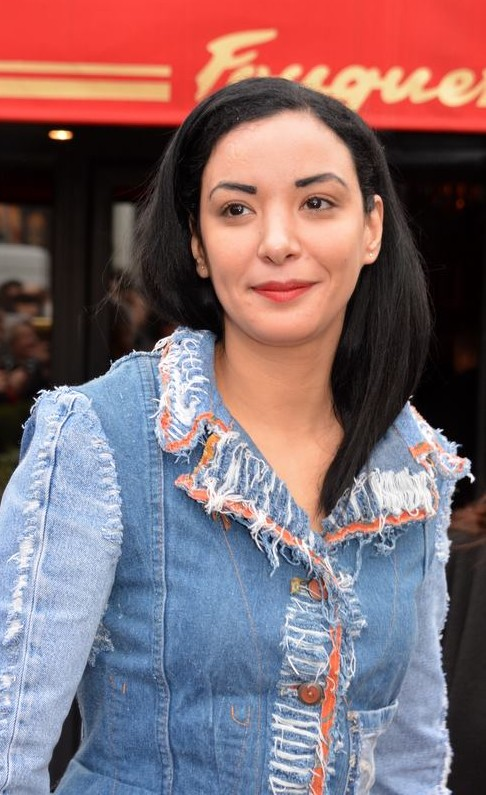
Loubna Abidar interpretó el papel principal de Noha en la película.

- Loubna Abidar es Noha.
- Asmaa Lazrak es Randa.
- Halima Karaouane es Soukaina.
- Sara Elmhamdi Elalaoui es Hlima.
- Abdellah Didane es Said.
- Danny Boushebel es Ahmad.

## Recepción
La película recibió críticas mixtas y tiene un índice de aprobación del 59% en Rotten Tomatoes.La cinta, que partía de un presupuesto de 650.000 euros, recaudó algo menos de un millón.

## Premios y reconocimientos
| Premio / Festival de cine | Categoría                 | Nominado      | Resultado |
| ------------------------- | ------------------------- | ------------- | --------- |
| Premios César             | Mejor actriz              | Loubna Abidar | Nominada  |
| Premios Lumières          | Mejor película en francés |               | Ganadora  |